# 連邦園芸博覧会

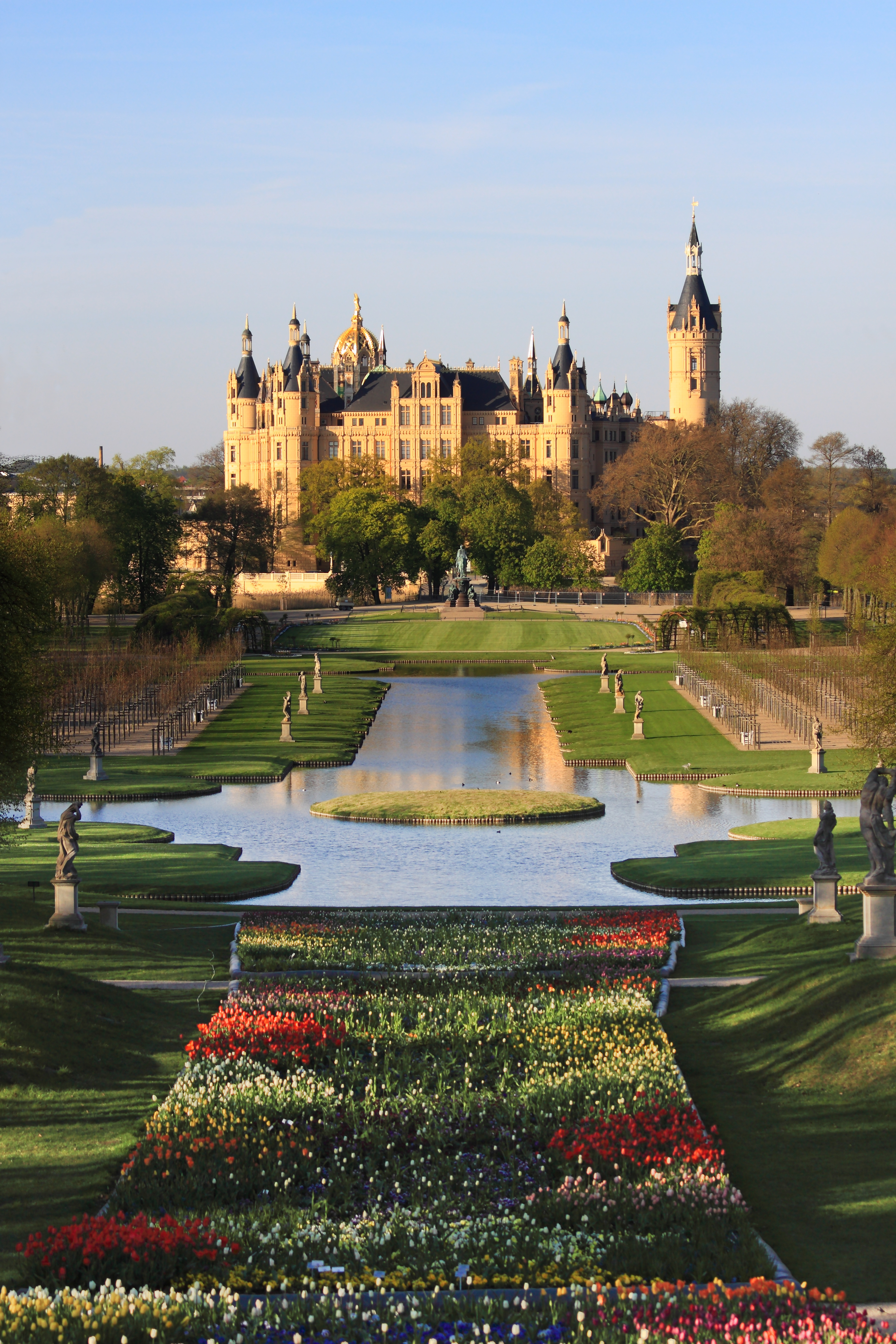
BUGA 2009

連邦園芸博覧会（れんぽうえんげいはくらんかい、独: Bundesgartenschau、略称: BUGA）はドイツで2年に1度開催される園芸博覧会である。

## 開催地一覧
- 1951 - ハノーファー
- 1953 - ハンブルク
- 1955 - カッセル
- 1957 - ケルン
- 1959 - ドルトムント
- 1961 - シュトゥットガルト
- 1963 - ハンブルク
- 1965 - エッセン
- 1967 - カールスルーエ
- 1969 - ドルトムント
- 1971 - ケルン
- 1973 - ハンブルク
- 1975 - マンハイム
- 1977 - シュトゥットガルト
- 1979 - ボン
- 1981 - カッセル
- 1983 - ミュンヘン
- 1985 - ベルリン
- 1987 - デュッセルドルフ
- 1989 - フランクフルト・アム・マイン
- 1991 - ドルトムント
- 1993 - シュトゥットガルト
- 1995 - コトブス
- 1997 - ゲルゼンキルヒェン
- 1999 - マクデブルク
- 2001 - ポツダム
- 2003 - ロストック
- 2005 - ミュンヘン
- 2007 - ゲーラ・ロンネブルク (テューリンゲン)
- 2009 - シュヴェリーン
- 2011 - コブレンツ
- 2013 - ハンブルク
- 2015 - ハーフェル川地域
- 2017 - ベルリン
- 2019 - ハイルブロン
- 2023 - マンハイム